# Kamala Cars England

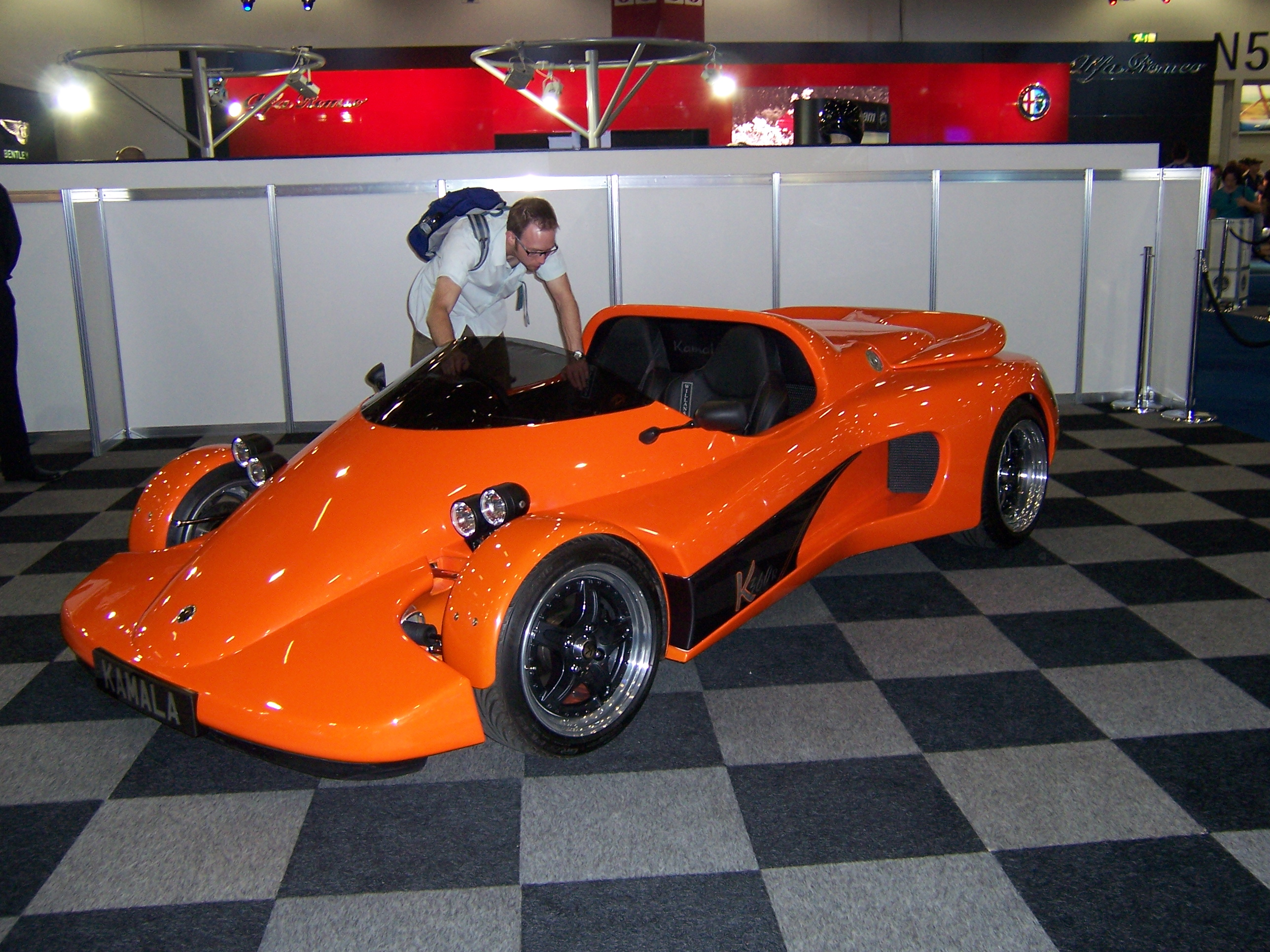
Kamala

Kamala Cars England war ein britischer Hersteller von Automobilen.

## Unternehmensgeschichte
Tony und Mark Keen gründeten 2001 das Unternehmen in Wymondham in der Grafschaft Norfolk. Sie begannen mit der Produktion von Automobilen und Kits. Der Markenname lautete Kamala. 2008 endete die Produktion. Insgesamt entstanden etwa 16 Exemplare.

## Fahrzeuge
Die Fahrzeuge basierten auf dem Modell Kamala von Dax. Neben dem Coupé entwarfen sie eine offene Variante als Roadster. Die vorderen Kotflügel waren mitlenkend ausgelegt. Ein Motor von Ford war in Mittelmotorbauweise hinter den Sitzen montiert und trieb die Hinterachse an. Dieses Modell fand zwischen 2001 und 2008 etwa 15 Käufer.
Der Futuro hatte eine andere Front mit feststehenden Kotflügeln. Obwohl dieses Modell von 2004 bis 2008 angeboten wurde, entstand nur etwa ein Exemplar. Ein Foto zeigt ein Fahrzeug als Coupé